# 山口大学医学部附属病院
山口大学医学部附属病院（やまぐちだいがくいがくぶふぞくびょういん）は山口県宇部市にある国立大学法人山口大学医学部附属の大学病院である。特定機能病院の一つであり、山口県における先進医療を担う病院の一つ。

## 沿革
- 1946年（昭和21年）9月 - 宇部市東梶返にあった宇部興産沖ノ山同仁病院・東見初病院・宇部市立伝染病院を引き受け、山口県立医学専門学校附属病院として発足。
- 1947年（昭和22年）11月 - 県立医専附属病院が現在地である宇部市小串に移転。後に新制大学への移行に伴い山口県立医科大学附属病院に改名。
- 1967年（昭和42年）6月 - 山口県立医科大学の国立移管完了を受けて、山口県立医科大学附属病院を実質的に引き継ぐ形で山口大学医学部附属病院が発足。
- 2004年（平成16年）3月 - 高度救命救急センターの指定を受ける（山口県唯一）。
- 2007年（平成19年）1月 - がん診療連携拠点病院の指定を受ける。
- 2019年（平成31年）3月 - 地上14階建て高さ69メートルの新病棟が竣工[1][2]。
- 2019年（令和元年）6月 - 新病棟（A棟）開院。それに伴い手術部、先進救急医療センター等主要部門の一部が既存施設からA棟に移転。
- 2020年（令和2年）3月 - 山口県より災害拠点病院（地域災害拠点病院）に指定される[3]。

## 診療部門
（この節の出典）
- 内科診療部門
  - 一般内科
  - 消化管内科
  - 肝臓内科
  - 胆道膵臓内科
  - 循環器内科
  - 腎臓・高血圧内科
  - 呼吸器内科
  - 膠原病・感染症内科
  - 血液内科
  - 糖尿病・内分泌内科
  - 神経内科
  - アレルギー科
  - 漢方診療科
- 外科診療部門
  - 循環器外科
  - 呼吸器外科
  - 小児外科
  - 消化管外科
  - 肝・胆・膵外科
  - 乳腺・内分泌腺外科
  - 脳神経外科
  - 麻酔科蘇生科
  - ペインクリニック
  - 泌尿器科
- 感覚・運動機能診療部門
  - 整形外科・リウマチ科
  - 皮膚科
  - 眼科
  - 耳鼻咽喉科
  - 歯科口腔外科
- 女性・周産・小児診療部門
  - 女性診療外来
  - 産科婦人科
  - 小児科
- 精神神経診療部門
  - 精神科神経科 - 開放病棟19床と閉鎖病棟24床の合計43床の病床を擁する[5]。
  - 心療内科
- 放射線診療部門
  - 放射線科
- 歯科口腔外科
- 遺伝・ゲノム診療部門
  - 遺伝・がんゲノム診療外来
- 先進救急医療センター - 生命に関わる3次救急疾患、多発外傷、重症熱傷、中毒や特殊な感染症などを対象として24時間体制で救急医療を行っている。2019年度の患者数は1,473人[6]。

- 検査部
- 手術部
- 輸血部
- リハビリテーション部
- 集中治療部
- 総合診療部
- 総合周産期母子医療センター - 母体胎児集中治療室（MFICU）6床、新生児集中治療室（NICU）12床、新生児回復期治療室（GCU）12床を有する[7]。
- 病理診断科
- 光学医療診療部
- 血液浄化療法センター
- 生活機能向上センター - 集団療法室ならびに防音室を有しており、これらを活用した診療の場を各診療科に提供している[8]。
- 地域遠隔医療センター
- 高次統合感覚器医療センター
- 再生・細胞治療センター - 再生医療・細胞療法を担う高度な医療専門職を養成する全国初の「臨床培養士養成コース（大学院医学系研究科保健学専攻）」の実習施設としても活用されている[9]。
- 超音波センター
- 栄養治療部
- 腫瘍センター
- 肝疾患センター
- てんかんセンター
- 緩和ケアセンター - 身体症状担当医師・精神症状担当医師・がん看護専門看護師・緩和ケア認定看護師・薬剤師・公認心理師・管理栄養士・医療ソーシャルワーカー・理学療法士・作業療法士・言語聴覚士が所属し、診断時より患者の身体面・精神面を専門的にサポートする[10]。

## 医療機関の認定
（下表の出典）
| 保険医療機関                                   | 労災保険指定医療機関                                     |
| 救命救急センター                               | 指定自立支援医療機関（更生医療）                         |
| 臨床研修病院                                   | 指定自立支援医療機関（育成医療）                         |
| 指定自立支援医療機関（精神通院医療）           | 臨床修練病院等                                           |
| 身体障害者福祉法指定医の配置されている医療機関 | がん診療連携拠点病院                                     |
| 精神保健指定医の配置されている医療機関         | エイズ治療拠点病院（中核）                               |
| 生活保護法指定医療機関                         | 肝疾患診療連携拠点病院                                   |
| 特定疾患治療研究事業委託医療機関               | 指定養育医療機関                                         |
| 指定小児慢性特定疾病医療機関                   | 難病の患者に対する医療等に関する法律に基づく指定医療機関 |
| DPC対象病院                                    | 戦傷病者特別援護法指定医療機関                           |
| 原子爆弾被害者医療指定医療機関                 | 総合周産期母子医療センター                               |
| 原子爆弾被害者一般疾病医療取扱医療機関         | 地域周産期母子医療センター                               |
| 母体保護法指定医の配置されている医療機関       | 特定機能病院                                             |

- 救急告示病院（三次救急） - 高度救命救急センターとして、広範囲熱傷、指肢切断、急性中毒等の特殊疾病患者に対する救急医療を担っている[13]。また、ドクターヘリ（当院を基地病院とする）、ドクターカーの運用を行っている[14]。
- 二次被ばく医療機関[12]
- 公益財団法人日本医療機能評価機構認定病院(3rdG:Ver.2.0(5回目,2019年5月10日認定,2023年12月20日認定有効期限))[15]
- このほか、各種法令による指定・認定病院であるとともに、各学会の認定施設でもある。

## 認定専門医人数
（下表の出典）
| 認定医・専門医名           | 人数   | 団体名                                   | 認定医・専門医名           | 人数   | 団体名                                     |
| -------------------------- | ------ | ---------------------------------------- | -------------------------- | ------ | ------------------------------------------ |
| 整形外科専門医             | 14.2人 | 公益社団法人日本整形外科学会             | 心臓血管外科専門医         | 0人    | 特定非営利活動法人日本血管外科学会         |
| 皮膚科専門医               | 4.8人  | （社）日本皮膚科学会                     | 心臓血管外科専門医         | 6.8人  | 特定非営利活動法人日本心臓血管外科学会     |
| 麻酔科専門医               | 14.8人 | 公益社団法人日本麻酔科学会               | 呼吸器外科専門医           | 0人    | 特定非営利活動法人日本胸部外科学会         |
| 放射線科専門医             | 8.4人  | 公益社団法人日本医学放射線学会           | 呼吸器外科専門医           | 2人    | 特定非営利活動法人日本呼吸器外科学会       |
| 眼科専門医                 | 12.4人 | 公益財団法人日本眼科学会                 | 消化器内視鏡専門医         | 15.8人 | 一般社団法人日本消化器内視鏡学会           |
| 産婦人科専門医             | 10.6人 | 公益社団法人日本産科婦人科学会           | 小児外科専門医             | 1人    | 特定非営利活動法人日本小児外科学会         |
| 耳鼻咽喉科専門医           | 13人   | 一般社団法人日本耳鼻咽喉科学会           | 神経内科専門医             | 11人   | 一般社団法人日本神経学会                   |
| 泌尿器科専門医             | 10.6人 | 一般社団法人日本泌尿器科学会             | リウマチ専門医             | 6人    | 一般社団法人日本リウマチ学会               |
| 形成外科専門医             | 1人    | 一般社団法人日本形成外科学会             | 歯周病専門医               | 0人    | 特定非営利活動法人日本歯周病学会           |
| 病理専門医                 | 7人    | 一般社団法人日本病理学会                 | 乳腺専門医                 | 1.8人  | 一般社団法人日本乳癌学会                   |
| 総合内科専門医             | 40.6人 | 一般社団法人日本内科学会                 | 臨床遺伝専門医             | 4人    | 一般社団法人日本人類遺伝学会               |
| 外科専門医                 | 40.6人 | 一般社団法人日本外科学会                 | 漢方専門医                 | 2人    | 一般社団法人日本東洋医学会                 |
| 糖尿病専門医               | 7人    | 一般社団法人日本糖尿病学会               | レーザー専門医             | 0人    | 特定非営利活動法人日本レーザー医学会       |
| 肝臓専門医                 | 16.8人 | 一般社団法人日本肝臓学会                 | 気管支鏡専門医             | 4.6人  | 特定非営利活動法人日本呼吸器内視鏡学会     |
| 感染症専門医               | 1人    | 一般社団法人日本感染症学会               | 歯科麻酔専門医             | 0人    | 一般社団法人日本歯科麻酔学会               |
| 救急科専門医               | 13人   | 一般社団法人日本救急医学会               | 小児歯科専門医             | 0人    | 一般社団法人日本小児歯科学会               |
| 血液専門医                 | 10.4人 | 一般社団法人日本血液学会                 | アレルギー専門医           | 5人    | 一般社団法人日本アレルギー学会             |
| 循環器専門医               | 16人   | 一般社団法人日本循環器学会               | 核医学専門医               | 1.8人  | 一般社団法人日本核医学会                   |
| 呼吸器専門医               | 2人    | 一般社団法人日本呼吸器学会               | 気管食道科専門医           | 0人    | 特定非営利活動法人日本気管食道科学会       |
| 消化器病専門医             | 20人   | 一般財団法人日本消化器病学会             | 大腸肛門病専門医           | 2人    | 一般社団法人日本大腸肛門病学会             |
| 腎臓専門医                 | 0人    | 一般社団法人日本腎臓学会                 | 婦人科腫瘍専門医           | 3人    | 特定非営利活動法人日本婦人科腫瘍学会       |
| 小児科専門医               | 26.6人 | 公益社団法人日本小児科学会               | ペインクリニック専門医     | 2人    | 一般社団法人日本ペインクリニック学会       |
| 口腔外科専門医             | 4.8人  | 公益社団法人日本口腔外科学会             | 熱傷専門医                 | 0人    | 一般社団法人日本熱傷学会                   |
| 内分泌代謝科専門医         | 4人    | 一般社団法人日本内分泌学会               | 脳血管内治療専門医         | 1.8人  | 特定非営利活動法人日本脳神経血管内治療学会 |
| 消化器外科専門医           | 17.8人 | 一般社団法人日本消化器外科学会           | がん薬物療法専門医         | 2人    | 特定非営利活動法人日本臨床腫瘍学会         |
| 超音波専門医               | 6人    | 一般社団法人日本超音波医学会             | 周産期（新生児）専門医     | 1人    | 一般社団法人日本周産期・新生児医学会       |
| 細胞診専門医               | 7人    | 公益社団法人日本臨床細胞学会             | 生殖医療専門医             | 3人    | 一般社団法人日本生殖医学会                 |
| 透析専門医                 | 2人    | 一般社団法人日本透析医学会               | 小児神経専門医             | 3.8人  | 一般社団法人日本小児神経学会               |
| 脳神経外科専門医           | 11.6人 | 一般社団法人日本脳神経外科学会           | 心療内科専門医             | 0人    | 特定非営利活動法人日本心療内科学会         |
| リハビリテーション科専門医 | 3.8人  | 公益社団法人日本リハビリテーション医学会 | 一般病院連携精神医学専門医 | 0.8人  | 一般社団法人日本総合病院精神医学会         |
| 老年病専門医               | 2人    | 一般社団法人日本老年医学会               | 歯科放射線専門医           | 0人    | 特定非営利活動法人日本歯科放射線学会       |
| 心臓血管外科専門医         | 0人    | 特定非営利活動法人日本胸部外科学会       | 精神科専門医               | 7.6人  | 公益社団法人日本精神神経学会               |

## 院内学級
2週間以上の診断があり、主治医から学習を許可されて転校手続きを行った児童・生徒が入級できる。
- 宇部市立新川小学校院内学級
- 宇部市立神原中学校院内学級

## 一般施設
- 病棟売店・フラワーショップ
- コンビニ（ローソン山口大学病院店[17]、ローソンＳ山口大学病院外来棟店[18]）
- ホスピタルカフェ「NOKI」[19]
- サビエルカンパーナ（ベーカリー） 山口大学付属病院店[20]
- 理容室
- 美容室
- クリーニング店（西日本クリーニング 山口大学病院店）
- 宇部山大病院内郵便局
- 山口銀行ATM[21]

## 交通アクセス
病院公式サイト内のアクセスも参照。
- JR宇部線「宇部新川駅」南口から徒歩10分[22]
- 宇部新川駅から宇部市営バス「小羽山経由（交通局行等）・大学病院経由（小野田公園通・木田行等）」に乗車、「大学病院前」で下車。
- 宇部新川駅からサンデンバス「下関駅、小月駅、小野田駅、彦島営業所行」に乗車、「大学病院前」で下車。

## 周辺
- 真締川[23]
- 山口大学小串キャンパス（医学部）[23]
- 渡辺翁記念公園[23]